# Варьяз
Варьяз (баш. Варьяз) — деревня в Благовещенском районе Башкортостана, относится к Старонадеждинскому сельсовету.

## Население
| 2002 | 2009 | 2010 |
| ---- | ---- | ---- |
| 11   | ↘7   | ↗12  |

Согласно переписи 2002 года, преобладающие национальности — русские (73 %), татары (27 %).

## История
Варьяз (Архангельский починок) был образован переселенцами из Вятской губернии в 1873 году на реке Уфе, в четырех верстах к юго-востоку от села Быково. Первые жители были Мамаевы, Метелевы, Карякины, Краевы, Бабкины, Кардопольцевы, Шиховы, Шмаковы и другие.
В 1895 году в починке насчитывалось 28 дворов и 167 человек. Уже тогда были отмечены две маслобойки, кузница, ободное заведение, столярная мастерская и казенная винная лавка.
Сначала починок входил в приход села Надеждино, а с 1881 года — в приход села Быково, когда там была построена церковь в честь Собора Пресвятой Богородицы.
Почти все хозяйства в начале XX века входили в местное земельное товарищество, в собственности которого находилось 524 десятины земли. При этом один хозяин имел 57,5 десятины земли в единоличной собственности.
Предположительно в 1914 году в починке открылась школа. На тот момент в поселении уже жили более 300 человек.
Настоящим богатеем был 68-летний Яков Семенович Буторин. Ему принадлежало 62 десятины земли. Из скотины он держал пять лошадей, 13 коров, 17 овец и трех свиней. Семья Якова Семеновича была большой — состояла из двадцати человек. Из женщин самой состоятельной была 64-летняя Евдокия Филимоновна Метелева (11 человек в семье). Она имела 42 десятины земли, три лошади, девять коров, 16 овец и девять свиней.
Деревья стала называться Варьяз в советские времена.
С 1930-х годов и до 2008 года деревня входила в состав Быковского сельсовета, а в настоящее время относится к Старонадеждинскому.
Во время коллективизации Варьяз вошел в состав колхоза «Знамя труда», а во второй половине XX века — колхоза «Урал».

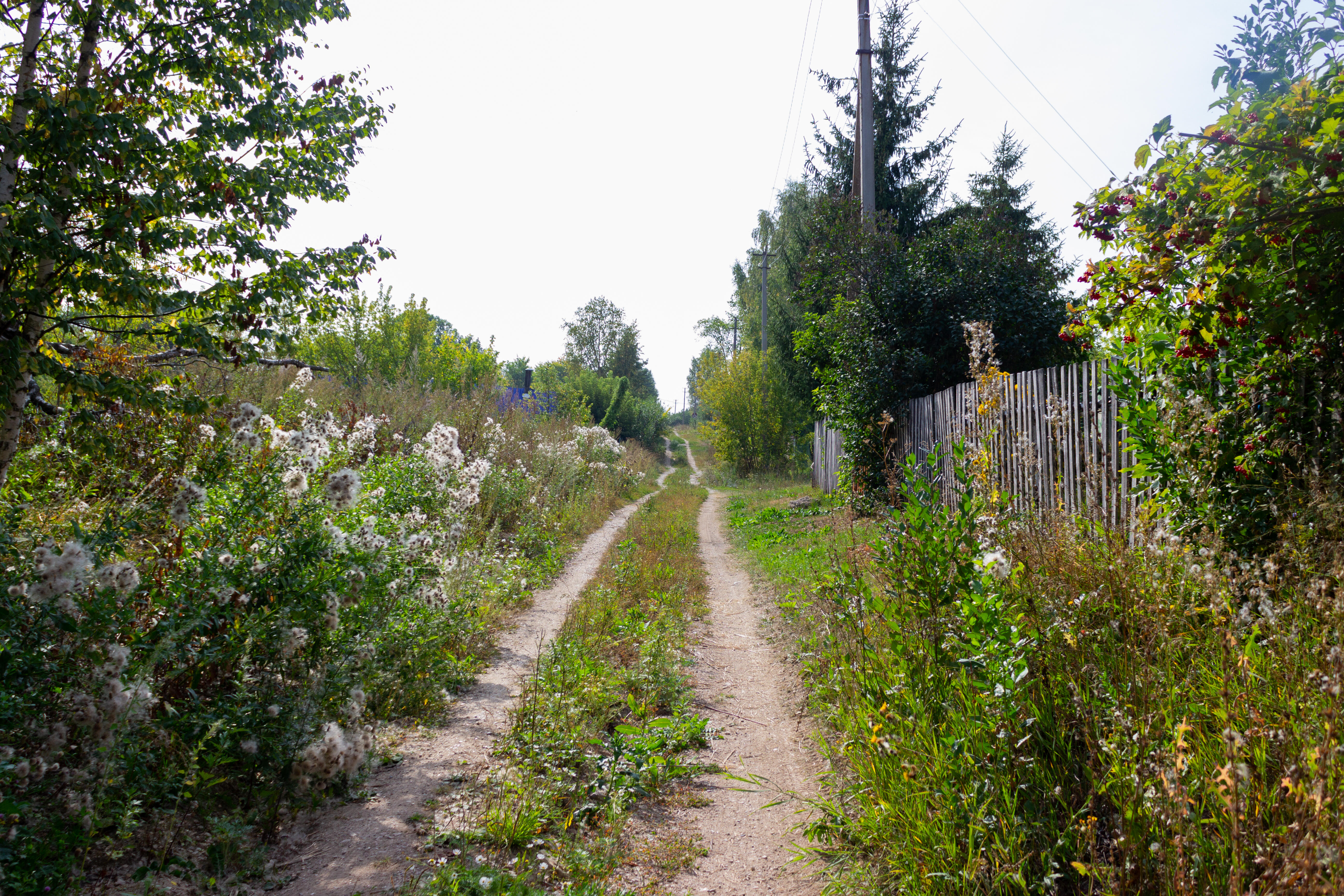
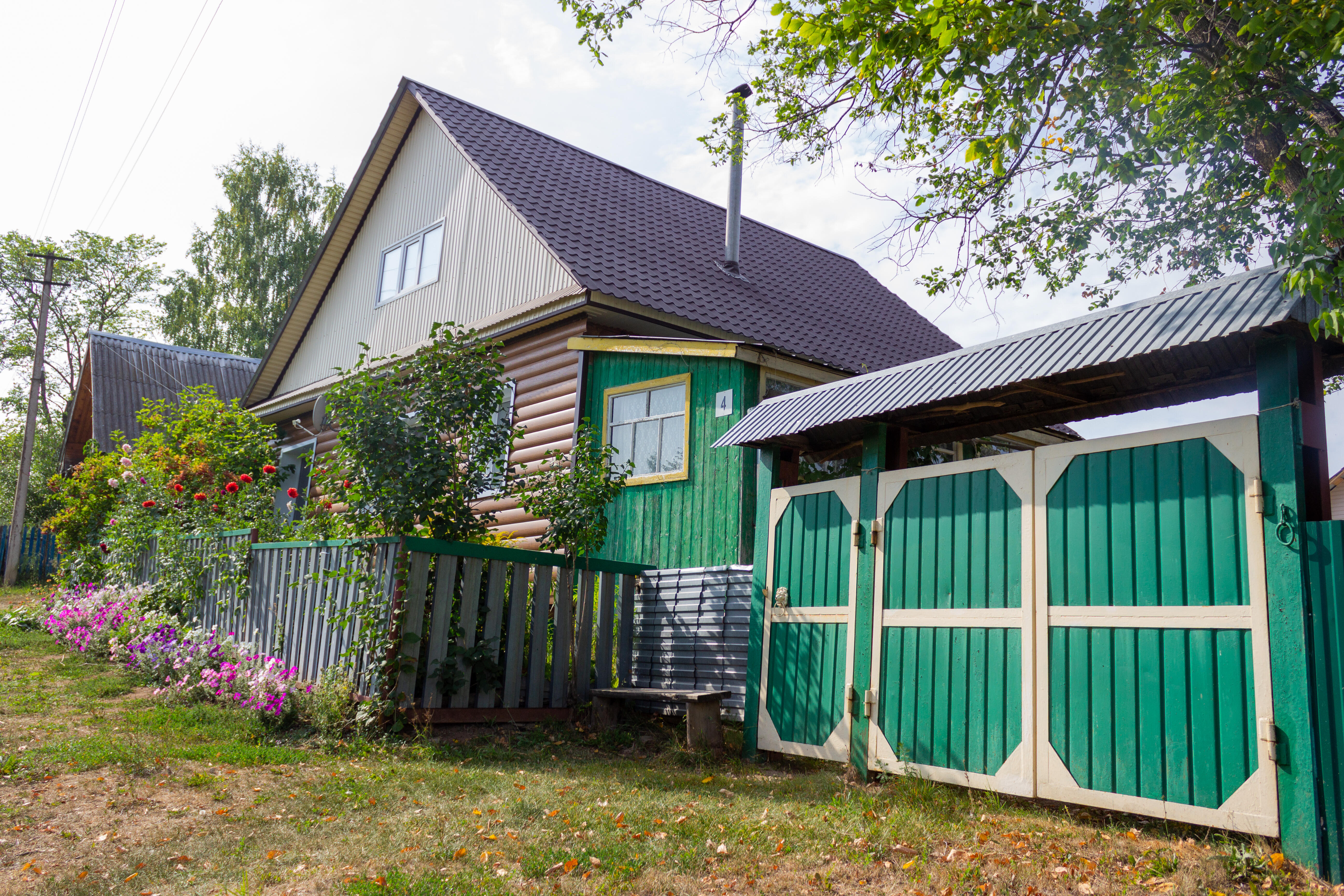

Сейчас большинство домов дачные.

## Географическое положение
Находится на правом берегу реки Уфы.
Расстояние до:
- районного центра (Благовещенск): 41 км,
- центра сельсовета (Ахлыстино): 8 км.
- ближайшей ж/д станции (Загородная): 46 км.